# 조 도링

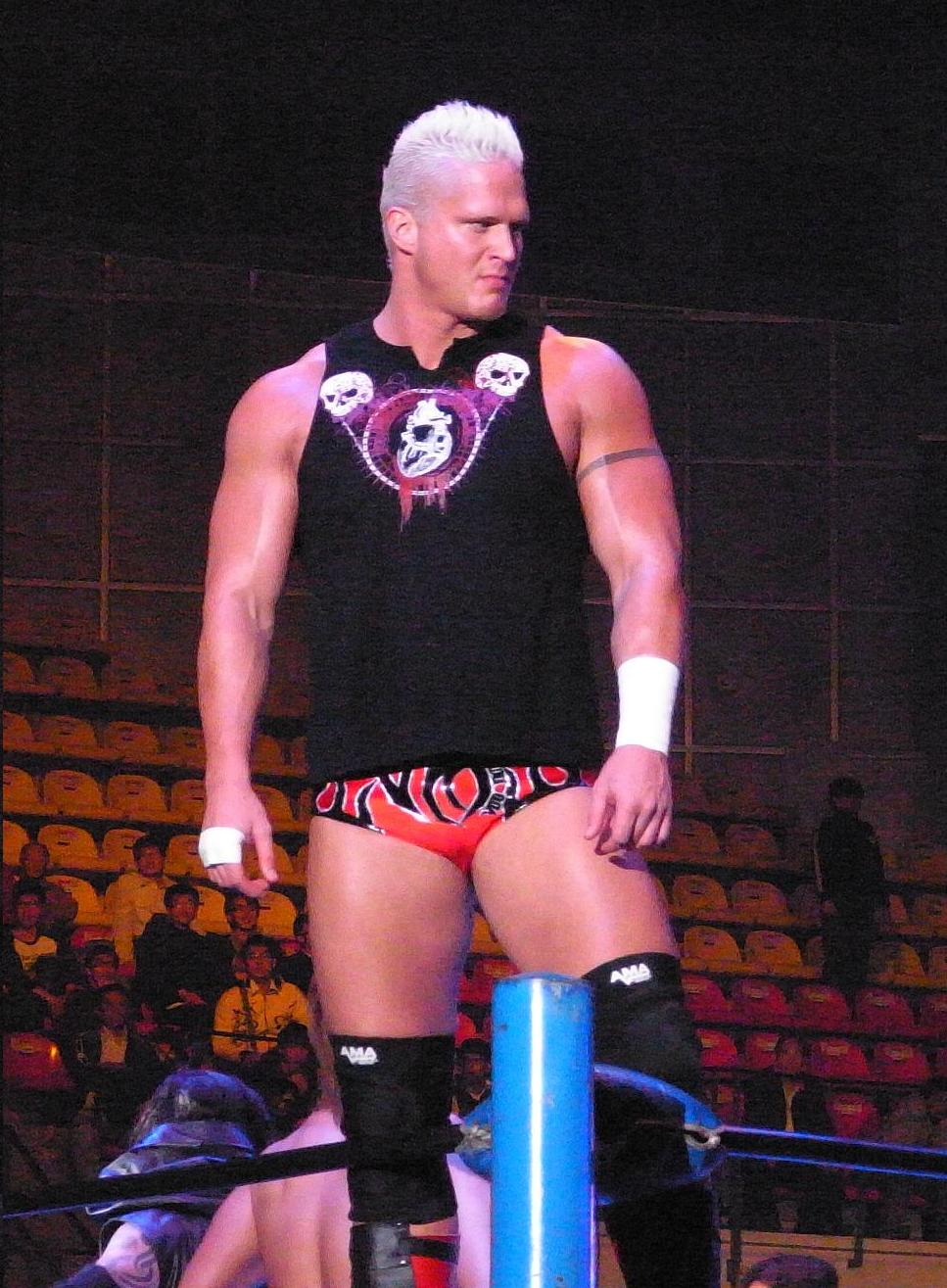
조 도링

조 도링(Joe Doering, 1982년 4월 16일 ~ )은 캐나다의 프로레슬링선수로 드레이크 브루어(Drake Brewer)라는 링네임으로 잘 알려져 있다. 키는 195cm 몸무게는 135kg이다.